# Járási jogú város

## Magyarországon
A járási jogú város a városok egy jogi kategóriája volt Magyarországon 1954–1971 között. Az elnevezés pontosan megadja a jelentést is: e városok tanácsa a város közigazgatási területén mindazokkal a jogokkal és kötelezettségekkel bírt, amelyekkel a községek területén a járási tanácsok.
Járási jogú város volt valamennyi város, kivéve a fővárost (Budapest) és a négy megyei jogú várost (Debrecen, Miskolc, Pécs, Szeged). Számuk 1954-ben 57 volt, 1971-re viszont már 70-re nőtt.
1950–1954 között, az I. tanácstörvény idején hasonló jogi helyzetben a közvetlenül a megyei tanács alá rendelt városok voltak, 1930–1950 között a megyei városok, 1930 előtt pedig a rendezett tanácsú városok. 1971-től, a III. tanácstörvény alatt a korábbi járási jogú városok elnevezése egyszerűen város lett, összefüggésben a járási tanácsok megszüntetésével.

## Más országokban
Magyarul gyakran járási jogúnak nevezik az Oroszországban és Ukrajnában hivatalosan területi jelentőségűnek nevezett városokat. E városok nem tartoznak valamely járáshoz, hanem tanácsuk közvetlenül a területi tanácsnak van alárendelve, tehát valóban megfelelői a járási jogú városoknak.